# Zoran Klemenčič
Zoran Klemenčič (Ljubljana, 28 d'abril de 1976) va ser un ciclista eslovè, que fou professional entre 1999 i 2006. El seu major èxit esportiu fou la medalla d'or aconseguida al Campionat d'Europa de ciclisme de 1998.

## Palmarès
- 1996
  - Vencedor d'una etapa de la Volta a Eslovènia
- 1997
  - Vencedor d'una etapa de la Volta a Eslovàquia
- 1998
  - Campió d'Europa en ruta sub-23
  - Vencedor d'una etapa de la Settimana Ciclistica Bergamasca
  - Vencedor d'una etapa de la Volta a Iugoslàvia
- 2001
  - 1r al Poreč Trophy 2
  - 1r al Gran Premi Šenčur
  - Vencedor d'una etapa de la Jadranska Magistrala
  - Vencedor d'una etapa dels Tres dies de De Panne-Koksijde
- 2004
  - Vencedor del pròleg i d'una etapa de la Jadranska Magistrala

### Resultats al Tour de França
- 2000. Abandona

### Resultats al Giro d'Itàlia
- 2001. Abandona
- 2002. Abandona
- 2004. Abandona

### Resultats a la Volta a Espanya
- 2002. Abandona